# Bunium fedtschenkoanum
Bunium fedtschenkoanum là một loài thực vật có hoa trong họ Hoa tán. Loài này được Korovin ex Kamelin mô tả khoa học đầu tiên năm 1977.